# Skagarack
Skagarack – duński zespół rockowy, funkcjonujący w latach 1984–1994 oraz od 2009 roku.

## Historia
Początki zespołu sięgają 1978 roku i zespołu Pulze, założonego przez Torbena Schmidta (wokal, gitara, klawisze), Jana Petersena (gitara) i Alvina Otto (perkusja). Ten zespół nagrał album w 1981 roku, a później rozpadł się.
W 1984 roku Schmidt, Petersen i Otto w Kolding założyli zespół Skagarack, a rok później dokooptowali do niego Tommy'ego Rasmussena (klawisze) i Mortena Muncha (bas). Także w 1985 roku w tym składzie grupa nagrała w Kopenhadze demo, po którym zainteresowanie kontraktem z zespołem wyrazili m.in. Polydor i Polar. Muzycy podpisali kontrakt z Polydor i od października do grudnia 1985 roku w Londynie nagrywali materiał na pierwszy album studyjny, a także teledysk do utworu „I'm Alone”. W lipcu 1986 roku został wydany album pt. Skagarack, po czym grupa rozpoczęła trasę koncertową, wliczając w to koncerty podczas Roskilde Festival i Reading Festival oraz występ w Marquee Club. W 1987 roku Skagarack stanowił support podczas koncertów TNT. W kwietniu 1988 roku członkowie zespołu wystąpili w programie „En plade bliver til” nadawanym w TV Syd.
13 czerwca 1988 roku został wydany drugi album Skagarack, Hungry for a Game. W grudniu tegoż roku zespół wystąpił w telewizyjnym show „Eleva2ren”. W 1990 roku nakładem Medley Records ukazał się trzeci album – A Slice of Heaven. Za ten album w 1991 roku zespół otrzymał duńskie Grammy w kategorii Najlepszy album heavyrockowy roku. Mimo to w 1991 roku zespół przerwał działalność.
W 1992 roku grupa powróciła do studia w składzie Schmidt, Munch, Petersen oraz Lars Daugaard (perkusja), dokonując nagrań w DR Studios w Aarhus. Oficjalny powrót zespołu nastąpił rok później, a jego członkami byli Schmidt, Daugaard, Allan Gade (gitary), Jens Brockhoff (bas) i Steen Boel (klawisze). W czerwcu wydany został singel „Hold You, Love You, Give You”, zaś 26 sierpnia czwarty album studyjny, zatytułowany Big Time. W 1994 roku zespół odbył trasę koncertową, po czym rozpadł się.
W latach 2007–2008 zostały zremasterowane i ponownie wydane trzy pierwsze albumy Skagarack. W 2009 roku zespół zjednoczył się w oryginalnym składzie, z wyjątkiem Muncha, którego zastąpił Morten Husted. Zjednoczeniowy koncert zespół zagrał 5 czerwca w Esbjerg podczas Esbjerg Rock Festival. W 2020 roku zespół wydał singel „Be with You Forever”, dostępny jako digital download.

## Skład zespołu

### Obecny
- Torben Schmidt – wokal (1984–1991, 1993–1994, od 2009)
- Jan Petersen – gitary (1984–1991, od 2009)
- Morten Husted – gitara basowa (od 2009)
- Tommy Rasmussen – instrumenty klawiszowe (1985–1991, od 2009)
- Alvin Otto – perkusja (1984–1991, od 2009)

### Dawni członkowie
- Morten Munch – gitara basowa (1985–1991)
- Allan Gade – gitary (1993–1994)
- Jens Brockhoff – gitara basowa (1993–1994)
- Lars Daugaard – perkusja (1993–1994)
- Steen Boel – instrumenty klawiszowe (1993–1994)

## Dyskografia
- Skagarack (1986)
- Hungry for a Game (1988)
- A Slice of Heaven (1990)
- Big Time (1993)
- Heart and Soul (2023)